# Don't Fence Me In
Песня "Don't Fence Me In" – это классическая композиция в стиле кантри и вестерн, написанная ещё в 1934 году.
Авторы:
- Музыка: Коул Портер (известный американский композитор, автор многих джазовых и музыкальных стандартов).  
- Текст: на основе стихотворения Роберта Флетчера, которое Портер доработал.  
История:
Песня была написана для нереализованного мюзикла, но стала популярной после того, как её исполнили Рой Роджерс и Бинг Кросби в фильме "Hollywood Canteen" (1944). Позже её пели многие артисты, включая Эллу Фицгеральд, Фрэнка Синатру, Дэвида Бирна и даже The Beatles (в неофициальных записях).
Смысл и стиль:
Песня выражает дух свободы и романтику Дикого Запада. Герой поёт о том, что хочет просторов, прерий и ветра в лицо, а не ограничений ("Don't fence me in" – "Не загоняй меня в рамки").
Известные версии:
- Бинг Кросби & Сестры Эндрю (1944) – самая популярная ранняя запись.  
- Элла Фицгеральд – джазовая интерпретация.  
- Дэвид Бирн (из Talking Heads) – более современная кавер-версия.  
- Майкл Викофф, Калья Раму, Нэйтан Форд (из игры BONELAB) - электронный кавер, придающий классике футуристический оттенок.
Это одна из тех песен, которые стали символом американского фольклора и свободы.